# Anècdota
Una anècdota és un conte curt que narra un incident interessant o entretingut, una narració breu d'un succés curiós. Sempre està basada en fets reals, un incident amb persones reals com personatges, en llocs reals. Tanmateix, amb el pas del temps les petites modificacions realitzades per cada persona que l'explica poden derivar en una obra fictícia que tendeix a ser més exagerada i a alunyar-se dels fets.
El mot prové de l'antic grec: ἀνέκδοτον, literalment 'sense lliurar-se', en el sentit d''inèdit' o 'sense publicar'. El va utilitzar l'historiador romà d'Orient Procopi de Cesarea, biògraf de Justinià I, en el llibre intitulat Ἀνέκδοτα, Anekdota, traduït com a Memòries inèdites o Història secreta, i que consisteix en una col·lecció d'incidents curts de la vida privada de la cort romana d'Orient. Gradualment el terme «anècdota» es va anar aplicant a qualsevol història curta utilitzada per a il·lustrar una moral o idea. En llengües com el rus, el búlgar, l'estonià o el lituà el mot es refereix a qualsevol història curta, en la forma d'acudit, sense que calgui que tingui una base real o biogràfica.
Encara que de vegades siguin humorístiques, les anècdotes no són acudits, ja que el seu propòsit principal no és simplement provocar el riure, sinó expressar una realitat més general que el conte curt per si mateix, o donar forma a un tret en particular d'un personatge o el funcionament d'una institució referint-se a la seva mateixa essència. Un monòleg breu que comenci amb «Un professor pregunta al seu alumne…» probablement serà un acudit. Un monòleg breu que comenci amb «Una vegada un professor va preguntar a Carl Friedrich Gauss…» serà una anècdota. Així, està més a prop de la paràbola que de la faula, amb personatges animals i figures humanes genèriques, però és diferent de la paràbola en la seva especificitat història. Una anècdota tampoc és una metàfora ni té una moralitat, una necessitat tant en la paràbola com a la faula.